# Страффи, Иджинио
Иджинио Страффи (итал. Iginio Straffi, род. 30 мая 1965 года) — итальянский режиссёр и аниматор. Генеральный директор и основатель Rainbow — итальянской анимационной студии. Автор идеи, сценарист и режиссёр популярного мультсериала «Клуб Винкс», а также владелец сопутствующей медиафраншизы.

## Биография
Начал карьеру в Италии в качестве дизайнера в различных журналах и издательствах. Сначала он был одним из дизайнеров комикса «Ник Райдер», издаваемого Серджио Бонелли. Затем Страффи решил посвятить себя анимации: во Франции и Люксембурге он работал над несколькими мультипликационными проектами. Вернувшись в Италию, он решил воплотить свой опыт и основал компанию Rainbow с целью создания мультимедийной продукции для детей.
Помимо «Клуба Винкс», Страффи руководил и другими анимационными проектами, пользовавшимися успехом в 2000-х годах: «Томми и Оскар», «Петрушка», «Аллергия на монстров» и " Хантик:искатели секретов." Страффи, совместно с Сильвией Брена, также выступил автором серии книг «Майя Фокс», по мотивам которой вышел одноимённый ежемесячный журнал в Италии.